# Пероксизом
Пероксизоми (пероксисоми) су мале, једноструком мембраном окружене ћелијске органеле у облику везикуле.
Садрже ензиме за оксидацију масних киселина и аминокиселина, при чему се као споредан производ јавља водоник-пероксид (по томе су добили име). Отрован водоник-пероксид се у њима разлаже на воду и кисеоник. Претпоставља се да је једна од улога пероксизома ослобађање топлоте као производа разградње масних киселина које су богате енергијом (не ствара се АТП, већ се ослобађа топлота). 
Пероксизомима, који су својствени животињским ћелијама, одговарају глиоксизоми у биљним ћелијама, мада их доста цитолога сматра једном те истом органелом. Глиоксизоми се налазе у семенима која су богата уљима и омогућавају раст клице тако што јој обезбеђују енергију разградњом масних киселина.

## Кратки историјат открића
Откриће пероксизома је везано за прошли век. Описао их је први пут Родин 1950.г. у анималним ћелијама, а 1960. године у биљним. Услед малих димензија и неспецифичне грађе названи су једноставно микротела. Микротело је лоптастог облика, величине 0,2 до 1,5 микром, са зрнастим, хоомогеним унутрашњим садржајем који се обавијен једноструком мембраном. Овакава структура микротела није довољно специфична па се она могу заменити са неким другим структурама у ћелији. Ензимска активност у микротелима, која се може пратити цитохемијским методама на нивоу електронскре микроскопије, их ближе одређује. На основу тих биохемијских испитивања су их Кристијан де Див и његови сарадници назвали пероксизомима. 

## Глиоксизоми
У биљним ћелијама су нађене две врсте микротела: пероксизоми и глиоксизоми, која се разликују по улози у метаболизму биљке па према томе и по врсти ткива у коме се налазе. Тако су пероксизоми нађени претежно у ткивима која врше фотосинтезу, односно у листовима, мада се могу наћи и у стаблу као и у другим биљним деловима. Глиоксизоми су микротела нађена само у биљним ћелијама и обично се налазе у великом броју у семенима у којима се магационирају масти. Ензими глиоксизома омогућавају коришћење масних резерви при клијању семена, тако што липиде преобраћају у масне киселине и касније у угљене хидрате из којих се користи енергија неопходна за раст клице. Највероватније је да пероксизоме и глиоксизоме треба разматрати као једну исту органелу, којој се, у зависности од степена диференцираности биљне ћелије, мења ензимски састав па тиме и функција.

## Грађа и улоге
Проучавањем пероксизома у ћелијама које су гајене ин витро и посматране трансмисионим електронским микроскопом утврђена је њихова комплетна структура. У централном делу унутрашњег гранулисаног садржаја у неким случајевима се уочава инклузија правилне структуре, кристалоидно тело или се на периферији могу уочити тамне маргиналне плоче. 
Пероксизоми садрже ензиме за оксидацију (пероксидазе), помоћу кисеоника (директна оксидација), масних киселина и аминокиселина. При овим оксидацијама се као споредни продукт јавља водоник-пероксид. Водоник-пероксид је токсичан па се тај његов штетан ефекат спречава дејством ензима каталазе. Каталаза ово једињење разлаже на воду и кисеоник.
У овим органелама се налазе и ензими који учествују у β-оксидацији масних киселина дугих ланаца. У анималним ћелијама се ова оксидација обавља и у митохондријама, док се у биљним и ћелијама квасца она одвија само у пероксизомима. У пероксизомима ћелија листова (и осталим зеленим деловима) врши се, уз присуство кисеоника преузетог из хлоропласта уз који су приљубљени, фотореспирација. Енергија која се том приликом ослобађа губи се у виду топлоте.

## Начини постанка
Постоје различита мишљења о начину постанка пероксизома али су сви сагласни у томе да су они, иако немају сопствену ДНК, способни да се умножавају и то фисијом или пупљењем. Фисија пероксизома уочена је код неких квасаца и ћелија виших организама, али не важи за све типове еукариотских ћелија. Пупљењем насатају од глатког ендоплазматичног ретикулума. Треба нагласити да има цитолога који сумњају у наведена начине настанка пероксизома. Ове сумње су засноване на податку да постоји велика разлика у ензимском саставу пероксизома код различитих врста еукариотских организа.

## Патологија
Пероксизоми су посебно значајни у ћелијама јетре и бубрега код човека зато што се у тим ћелијама обавља детоксикација различитих отровних једињења допремљених крвотоком. 
Постоји читав низ болести човека, од којих су многе смртоносне, везаних било за непостојање пероксизома било за недостатак његових ензима (једног или више). Међу најпознатије болести сврставају се:
- Целвегеров (Zellweger) синдром и
- Рефсунова инфантилна болест.